# 高尾吉郎
高尾 吉郎（たかお きちろう、1934年12月23日 - 2017年10月6日）は、日本の実業家。日興證券代表取締役社長。大阪府大阪市出身。大阪府立住吉高等学校、和歌山大学経済学部卒業。

## 経歴
- 1935年 - 大阪府大阪市生まれ
- 1954年 - 大阪府立住吉高等学校卒業
- 1958年 - 和歌山大学経済学部卒業
- 1958年 - 日興證券入社
- 1982年 - 取締役就任、その後 常務・専務を歴任
- 1991年 - 代表取締役社長
- 1997年 - 代表取締役社長を退任
- 2017年 - 肺炎のため死去